# Tysklands förenade lag i olympiska sommarspelen 1960
Tyskland deltog i olympiska sommarspelen 1960 i Rom med 293 deltagare i 17 sporter. Totalt vann de tolv guldmedaljer, nitton silvermedaljer och elva bronsmedaljer.

## Medaljer

### Guld
- Wilfried Dietrich - Brottning, fristil, tungvikt
- Armin Hary - Friidrott, 100 meter
- Bernd Cullmann, Armin Hary, Walter Mahlendorf och Martin Lauer - Friidrott, 4 x 100 meter stafett
- Adelheid Schmid - Fäktning, florett
- Dieter Krause, Günther Perleberg, Paul Lange och Friedhelm Wentzke - Kanotsport, K-1 4x500 meter
- Alwin Schockemöhle, Hans Günter Winkler och Fritz Thiedemann - Ridsport, hoppning
- Bernhard Knubel, Karl Renneberg och Klaus Zerta - Rodd, tvåa med styrman
- Gerd Cintl, Horst Effertz, Klaus Riekemann, Jürgen Litz och Michael Obst - Rodd, fyra med styrman
- Manfred Rulffs, Walter Schröder, Frank Schepke, Kraft Schepke, Karl-Heinrich von Groddeck, Karl-Heinz Hopp, Klaus Bittner, Hans Lenk och Willi Padge - Rodd, åtta med styrman
- Ingrid Krämer - Simhopp, svikt
- Ingrid Krämer - Simhopp, höga hopp
- Peter Kohnke - Skytte, 50 meter gevär, liggande

### Brons
- Günter Siegmund - Boxning, tungvikt
- Ursula Donath - Friidrott, 800 meter
- Gisela Köhler - Friidrott, 80 meter häck
- Hildrun Claus - Friidrott, längdhopp
- Jürgen Theuerkauff, Tim Gerresheim, Eberhard Mehl och Jürgen Brecht - Fäktning, florett
- Josef Neckermann - Ridsport, dressyr
- Rolf Mulka och Ingo Von Bredow - Segling, Flying Dutchman
- Barbara Göbem - Simning, 200 meter bröstsim
- Christel Steffin, Heidi Pechstein, Gisela Weiss och Ursel Brunner - Simning, 4 x 100 meter frisim
- Ingrid Schmidt, Ursula Küper, Bärbel Fuhrmann och Ursel Brunner - Simning, 4 x 100 meter medley
- Klaus Zähringer - Skytte, 50 meter gevär, tre positioner